# Сканнер-полицейский (фильм)
«Сканнер-полицейский» — кинофильм 1994 года. Фильм является четвёртым в серии, начатой фильмом «Сканнеры» 1981 года.

## Сюжет
Сэм Стазиак является одним из сканнеров, людей со способностями к телепатии и телекинезу (вплоть до взрыва человеческих голов). Он вырос в семье полицейского, который усыновил его после смерти его отца. Повзрослев, Сэм решает пойти по стопам приёмного отца — служить в полиции. Вскоре после его поступления на службу в городе прокатывается целая волна убийств полицейских, и Сэм решает использовать все свои сверхспособности для нахождения и наказания убийцы.

## В ролях
- Дэниэл Куинн — Сэм Стазиак
- Дарлэнн Флюгел — Джоан Алден
- Ричард Гроув — Питер Харриган
- Марк Ролстон — лейтенант Гарри Браун
- Старр Андреефф — Гленда